# شکست‌ناپذیر ۳: رستگاری
شکست‌ناپذیر ۳: رستگاری یا به اختصار شکست‌ناپذیر ۳ (به انگلیسی: Undisputed III: Redemption) یک فیلم رزمی آمریکایی محصول سال ۲۰۱۰ به کارگردانی آیزاک فلورنتین با بازی اسکات ادکینز، مایکل شانون جنکینز، مارک ایوانیر و هریستو شوپوف است. داستان فیلم چندین سال پس از وقایع شکست‌ناپذیر ۲: آخرین پایمرد (۲۰۰۶) رخ می‌دهد. دنباله این فیلم در سال ۲۰۱۷ با عنوان بویکا: شکست‌ناپذیر منتشر شد.

## داستان
یوری بویکا پس از آن که در مسابقه توسط جرج شکست می‌خورد و از ناحیه پا به شدت آسیب می‌بیند از مسابقات کناره گرفته‌است و به نظافت زندان مشغول است در این حال مسابقات مبارزات زندانیان برگزار می‌شود و به نفر اول جایزه آزادی داده می‌شود بویکا علیرغم آسیب دیدگی برای مسابقات داوطلب می‌شود و …

## بازیگران
- اسکات ادکینز در نقش یوری بویکا
- مایکل شانون جنکینز در نقش جریکو «توربو» جونز
- مارکو زارور در نقش رائول «دولور» کوئینونز، مبارز کلمبیایی
- مارک ایوانیر در نقش گاگا، رئیس مافیای روسیه
- هریستو شوپوف
- رابرت کوستانزو
- ولنتین گانیو
- لطیف کراودر داس سنتز در نقش رودریگو سیلوا، مبارز برزیلی
- ایلرام چوی
- استبان کوئتو
- ورنن دابچنف
- ولیسلو پاولو
- مایکل بارال

## باکس آفیس
این فیلم در لبنان و امارات متحده عربی ۲۸۲٫۵۴۸ دلار فروخت.

## بازخوردها
جیمز مارش کارگردانی فلورنتین را به خاطر ثبت «جریان و [ترکیبات]» از «نبردهای مبتکرانه، هیجان‌انگیز و تکنیکی پیشگامانه» و گروه ستاره‌های اکشن کاریزماتیک او را تحسین کرد.
این فیلم برنده جایزه بهترین کارگردان و بهترین طراح رقص مبارزه در نسخه ۲۰۱۰ اکشن فست شد.